# Deltaedro
Un deltaedro es un poliedro cuyas caras son triángulos equiláteros iguales. El nombre tiene su origen en el de la letra griega delta (Δ), cuya grafía mayúscula recuerda un triángulo equilátero.

## Deltaedros convexos
Aunque existen infinitos deltaedros posibles, solo ocho de ellos son convexos, y se listan a continuación:
| Deltaedros convexos         | Deltaedros convexos              | Deltaedros convexos | Deltaedros convexos | Deltaedros convexos | Deltaedros convexos | Deltaedros convexos | Deltaedros convexos       | Deltaedros convexos |
| Nombre                      | Nombre                           | Imagen              | Caras               | Caras               | Aristas             | Vértices            | Vértices                  | Simetría            |
| --------------------------- | -------------------------------- | ------------------- | ------------------- | ------------------- | ------------------- | ------------------- | ------------------------- | ------------------- |
| P1                          | Tetraedro regular                |                     | 4                   | 4 × te              | 6                   | 4                   | 4 × 3·3·3                 | Td                  |
| J12                         | Bipirámide triangular            |                     | 6                   | 6 × te              | 9                   | 5                   | 2 × 3·3·3 3 × 3·3·3·3     | D3h                 |
| P3                          | Octaedro regular                 |                     | 8                   | 8 × te              | 12                  | 6                   | 6 × 3·3·3·3               | Oh                  |
| J13                         | Bipirámide pentagonal            |                     | 10                  | 10 × te             | 15                  | 7                   | 5 × 3·3·3·3 2 × 3·3·3·3·3 | D5h                 |
| J84                         | Biesfenoide romo                 |                     | 12                  | 12 × te             | 18                  | 8                   | 4 × 3·3·3·3 4 × 3·3·3·3·3 | D2d                 |
| J51                         | Prisma triangular triaumentado   |                     | 14                  | 14 × te             | 21                  | 9                   | 3 × 3·3·3·3 6 × 3·3·3·3·3 | D3h                 |
| J17                         | Bipirámide cuadrada giroelongada |                     | 16                  | 16 × te             | 24                  | 10                  | 2 × 3·3·3·3 8 × 3·3·3·3·3 | D4d                 |
| P5                          | Icosaedro regular                |                     | 20                  | 20 × te             | 30                  | 12                  | 12 × 3·3·3·3·3            | Ih                  |
| te = Triángulos equiláteros |                                  |                     |                     |                     |                     |                     |                           |                     |

Solo tres de los anteriores deltaedros son regulares (sólidos platónicos):
- El deltaedro de cuatro caras (tetraedro).
- El deltaedro de ocho caras (octaedro).
- El deltaedro de veinte caras (icosaedro).

Los otros cinco, aunque tengan sus caras regulares y uniformes, sus vértices no son uniformes. Por ello no son poliedros regulares, sino irregulares dentro de la particular familia de los sólidos de Johnson, que son los sólidos convexos formados con caras de polígonos regulares que no pertenecen a ninguna de las otras familias.
Los deltaedros retienen su forma, incluso aunque se permita a sus aristas girar libremente alrededor de los vértices. Esto no ocurre con todos los poliedros; por ejemplo, si se intenta lo mismo con un cubo, se comprobará que es posible colapsarlo "doblándolo" para formar un prisma de base romboidal.

## Deltaedros cóncavos
De entre los infinitos deltaedros cóncavos posibles, se listan los más notables:
- El gran icosaedro, uno de los cuatro sólidos de Kepler-Poinsot.
- La estrella octángula, la macla formada por dos tetraedros y estudiada por Kepler.
- La tercera estelación del icosaedro.
- El triaquistetraedro, si las pirámides triangulares agregadas al tetraedro se hacen regulares.

- Datos: Q1140112
- Multimedia: Polyhedra / Q1140112